# Henda Ayari
Henda Ayari (* 4. Dezember 1976 in Rouen) ist eine französische Frauenrechtlerin und Autorin sowie Aktivistin gegen den Islamismus in Frankreich. Sie gründete die Hilfsorganisation Libératrices und veröffentlichte ein biografisches Buch über ihren Ausstieg aus dem Salafismus. 2017 reichte sie eine Klage gegen den Islamwissenschaftler Tariq Ramadan ein, sie 2012 vergewaltigt zu haben.

## Leben und Wirken
Henda Ayari wuchs als Tochter der Zwangsehe einer tunesischen Mutter mit einem algerischen Vater, beide nicht praktizierende Muslime, in der Normandie auf. Ihre Kindheit war geprägt von ihrer tyrannischen Mutter, als Neunjährige erfuhr sie sexualisierte Gewalt. Nach der Trennung ihrer Eltern, dem Tod eines ihr nahestehenden Cousins und erfolgreicher Verhinderung einer Zwangsheirat begann sie zunächst ein Psychologie-Studium an der Universität Rouen, kam in Kontakt mit Frauen aus der islamistischen Szene und radikalisierte sich. Obwohl in ihrer Familie niemand verschleiert gewesen war, entschied sie sich, einen Dschilbab zu tragen. Mit 20 Jahren lernte sie einen in Lyon lebenden tunesischen Salafisten kennen, heiratete ihn wenige Monate später und brach auf Wunsch ihrer Familie ihr Studium wieder ab. Zehn Jahre lebte sie einen Niqab tragend in Roanne völlig abgeschieden von der Gesellschaft. Nach der Trennung von ihrem Mann wegen häuslicher Gewalt begann sie in Nordfrankreich ein neues Leben als alleinerziehende Mutter dreier Kinder, lernte neu, sich in einer Welt von Unverschleierten zu bewegen, ein Bankkonto zu eröffnen und sich zunächst mit Gelegenheitsjobs von Zeitarbeitsunternehmen ihren Lebensunterhalt zu verdienen. Da nur eine islamische Ehe und keine Zivilehe bestand, hatte sie keinen Anspruch auf Unterstützung durch ihren Mann. Während eines Krankenhausaufenthalts übertrug die Justiz ihrem mit dem Dschihadismus sympathisierenden Ex-Mann das Sorgerecht ihrer Kinder: Zwei Jahre lang verbot er ihnen, ihre Mutter zu sehen oder mit ihr zu telefonieren. Später konnte sie sich das Sorgerecht zurückerkämpfen. Dem Salafismus blieb sie aber dennoch zunächst treu. 2010 begann sie, statt des Niqabs zeitweise nur einen Hidschāb in der Öffentlichkeit zu tragen.
Im März 2015 gründete sie in Rouen die Hilfsorganisation „Libératrices“ mit dem Ziel, Männer und Frauen zu einem Netzwerk gegenseitiger Unterstützung zur Förderung der Rechte von Frauen zu vereinen. Der Verein will durch langjährige Verschleierung o. ä. isolierten Müttern mit Schwierigkeiten, ihre Kinder allein aufzuziehen, wie auch jungen Menschen aus Ein-Eltern-Familien Hilfestellung bieten. Libératrices setzt sich dabei auch gegen Islamismus ein.
Das Erschrecken über die Terroranschläge am 13. November 2015 in Paris zum einen, zum anderen ihre Zulassung zur Gerichtsschreiberei-Schule „ENG“ in Dijon und die damit verbundene Freude darüber, noch einmal von vorne beginnen zu können, lösten bei Ayari den Entschluss aus, den Hidschāb endgültig abzulegen und ihre Deradikalisierung öffentlich zu machen. Auf Facebook bekannte sie sich dazu, überzeugte Salafistin gewesen zu sein, und zeigte Bilder von sich mit sowie ohne Hidschāb. Die wöchentlich erscheinende tunesische Zeitschrift Réalités berichtete als erstes über Ayari, wie sie unter dem Titel „Meine Geschichte mit dem Schleier“ schrieb:

„Ich bin immer noch praktizierende Muslimin, obwohl ich keinen Schleier mehr trage […] Ich wäre glücklich und stolz, wenn meine Geschichte anderen Frauen helfen könnte. Ich habe nichts gegen Frauen, die Schleier tragen, aber ich weigere mich zu akzeptieren, dass einige Versuchen den Schleier anderen aufzudrängen. Ich sage nicht, dass Frauen ihren Schleier entfernen sollen, […] ich rate einfach Frauen zu leben, wie sie wollen, ob mit oder ohne Schleier. […] Aber es muss ihre Entscheidung sein und auf keinen Fall die jemandes anderen.“

Wenige Tage später griff France Télévisions den Artikel, in dem von Glückwünschen anderer Nutzer zur „mutigen Entscheidung“, aber auch Meldungen der Fotos an Facebook wegen „Nacktheit“ berichtet wurde, auf und schrieb, Ayari habe mit ihrem Posting „das Internet in Brand“ gesetzt. Die von Tina Brown gegründete und bei der New York Times erscheinende „Women in the World Foundation“ schrieb von einer „Wiedergeburt nach Jahren als eine der lebenden Toten“. Neben zahlreichen Beleidigungen und Drohungen erhielt Ayari 85.000 „Likes“ auf Facebook.
Im darauf folgenden Jahr veröffentlichte sie ihre Biografie unter dem Titel „J'ai choisi d'être libre“ (deutsch: „Ich habe mich entschieden frei zu sein“) über ihr Leben als Salafistin und die Befreiung daraus. Le Figaro nannte das Buch „eine Geschichte der ‚Renaissance‘ der Neuzeit“, die Zeitschrift Glamour schrieb: „Wenn man das Buch liest, erkennt man, wie sehr dieser fälschlicherweise spirituelle Extremismus gleichbedeutend mit Isolation ist und somit zum Schlimmsten führen kann.“ In Interviews bekannte Ayari Morddrohungen erhalten zu haben und daher gezwungen war den Wohnort zu wechseln.
Nach der Wahl Emmanuel Macrons zum französischen Staatspräsidenten bat Ayari ihn in einem am französischen Nationalfeiertag und Jahrestag des Anschlags in Nizza publizierten offenen Brief, den Kampf gegen den politischen Islam zur obersten Priorität zu machen. In einem ganzseitigen Interview im französischen Leitmedium Le Figaro sowie der Talkshow „Le Grand Oral des Grandes Gueules“ des Fernsehsenders BFM TV erläuterte Ayari ihre Forderungen nach Programmen zur Hilfe für Frauen, die in radikalen islamistischen Bewegungen gefangen sind, Schutzmaßnahmen für Kinder aus salafistischen Beziehungen zur Radikalisierungsprävention, Organisation pädagogischer Treffen zu Säkularismus und Staatsbürgerschaft zur Befreiung radikalisierter Frauen aus ihrer Isolation sowie Sensibilisierung von Frauen gegen politische Instrumentalisierung des islamischen Schleiers.
Am 24. Oktober 2017 reichte sie eine Klage gegen den Islamwissenschaftler Tariq Ramadan ein, sie 2012 vergewaltigt zu haben. Als im Oktober 2017 unter dem Hashtag #BalanceTonPorc (deutsch: „Verpfeif’ dein Schwein“) innerhalb weniger Tage eine sechsstellige Anzahl von Konfrontationen mit sexualisierter Belästigung und Gewalt (in Anlehnung an die #MeToo-Debatte als Reaktion auf den Weinstein-Skandal) in französischen sozialen Netzwerken geschildert wurden, habe sie sich zur Enthüllung seines Namens ermutigt gefühlt. Die Vergewaltigung hatte sie zwar zuvor bereits in ihrem Buch beschrieben, für den Peiniger dabei allerdings noch das Pseudonym „Zoubeyr“ (arabisch بقوة ‚stark‘) verwendet. Der Anwalt von Tariq Ramadan erklärte gemäß The Guardian, sein Mandant bestreite die Anschuldigung von Henda Ayari, und drohte mit Gegenklage wegen Verleumdung. Ayari bekannte, den religiösen und sozialen Ratschlägen des damals fünfzigjährigen Universitätsprofessors für zeitgenössische islamische Studien in Oxford und Enkel des Gründers der Muslimbruderschaft in den sozialen Medien gefolgt zu sein. Als er 2012 bei einer Konferenz der Föderation Islamischer Organisationen in Europa im Pariser Vorort Le Bourget einen Vortrag hielt, habe er sie eingeladen, ihn in seinem Hotel in Paris zu treffen. Nachdem sie ihn auf sein Zimmer begleitete, sich aber weigerte, sich von ihm umarmen und küssen zu lassen, sei er gewalttätig geworden. Ayari erhebt gegen Ramadan auch den Vorwurf, dass er sich des Islams bediene, um „Frauen zu unterjochen“. Wenn eine Frau keinen Schleier trage und sie vergewaltigt würde, so sei das seiner Ansicht nach ihre Schuld. Nachdem sie ihre Vorwürfe gegen Ramadan öffentlich gemacht hatte, sah sich Ayari in den sozialen Netzwerken derart massiven Anfeindungen ausgesetzt, dass sie um Hilfe bitten musste. Am 21. November 2017 berichteten die Medien, dass Ayari wegen anhaltender Bedrohungen unter Polizeischutz gestellt worden sei.

## Veröffentlichungen
- J'ai choisi d'être libre. Rescapée du Salafisme en France. Flammarion, Paris 2016, ISBN 978-2-081-38818-5.
- Plus jamais voilée, plus jamais violée. Éditions de l'Observatoire, Paris Juni 2018, ISBN 979-10-329-0378-0.